# Medasina fasciata
Medasina fasciata là một loài bướm đêm trong họ Geometridae.